# 交通島
交通島（こうつうじま）は、道路のうち、交差点や横断歩道といった地点に設けられる、自動車の進入を阻止する構造物。道路構造令第27条の2、および第31条の3に定められている。
（条文）
- 27条の2「道路が同一平面で交差し、又は接続する場合においては、必要に応じ、[中略]交通島を設け[後略]」
- 31条の3「自転車道、自転車歩行者道又は歩道に接続しない乗合自動車の停留所又は路面電車の停留所には、必要に応じ、交通島を設けるものとする」

## 設置される場所
設置される場所は、条文の通り、交差点のほか、道路の中央を走る路面電車や、バスレーンがある時、その乗降のために設ける安全地帯。
具体的には、常時左折可である交差点の、左折路と直進路の間などが挙げられる。交通島に相当する、車の通行を止める部分が、十分に小さい場合は、ゼブラゾーンでの施工も可能だが、横断歩道を併設する場合や、面積が広く、ゼブラゾーンを無視した自動車交通が、交差点の交通を大きく混乱させるならば、交通島として永久施工する。
交通島は縁石で囲み、防護柵を立てるなど、車の通行を妨げ、必要に応じて歩行者の、安全な交通を確保する。

## 安全島
安全島は、路面電車の乗降客や、車道の横断者の安全を確保するために設けられた、路面より一段高くした交通島である。

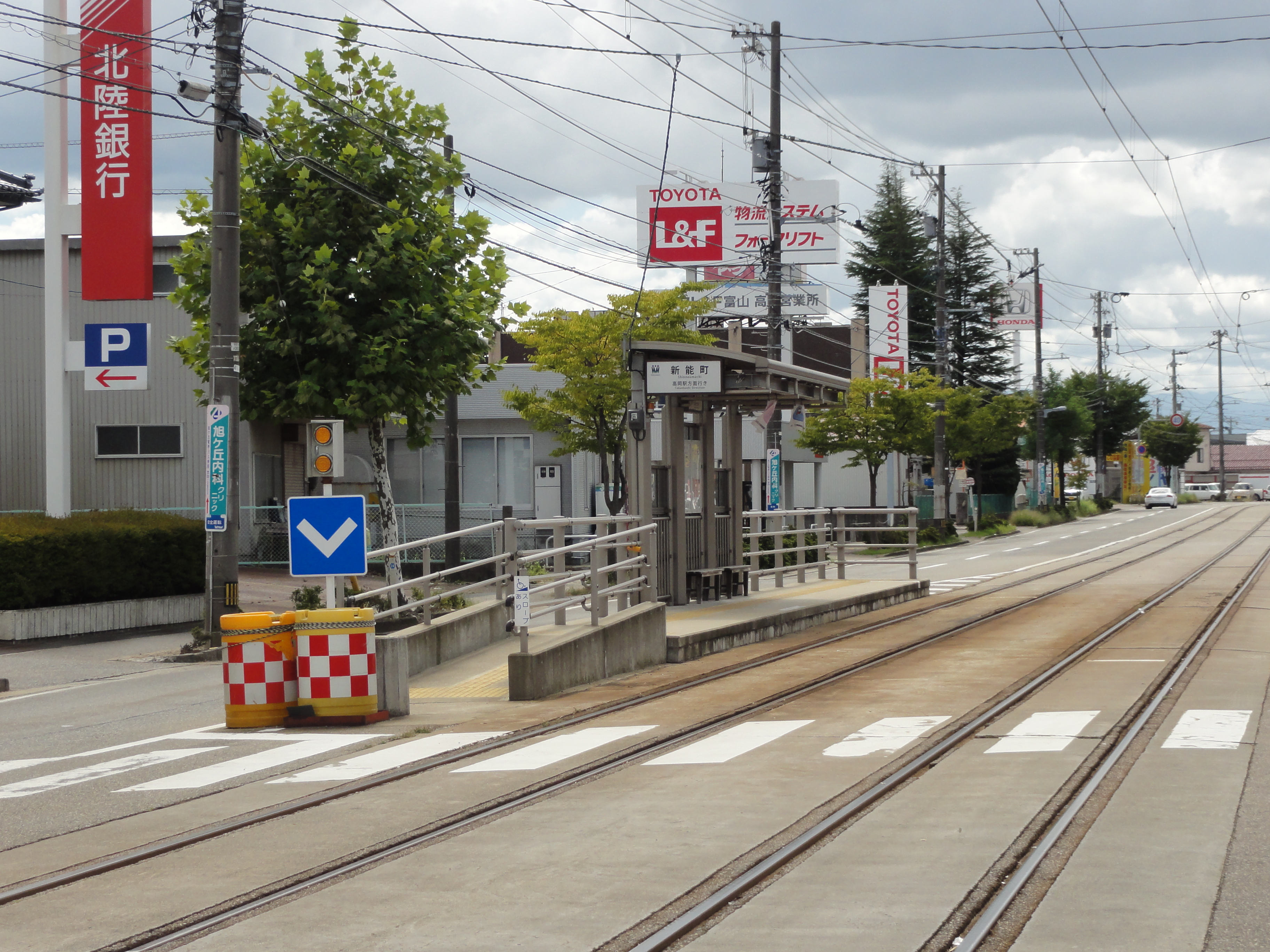
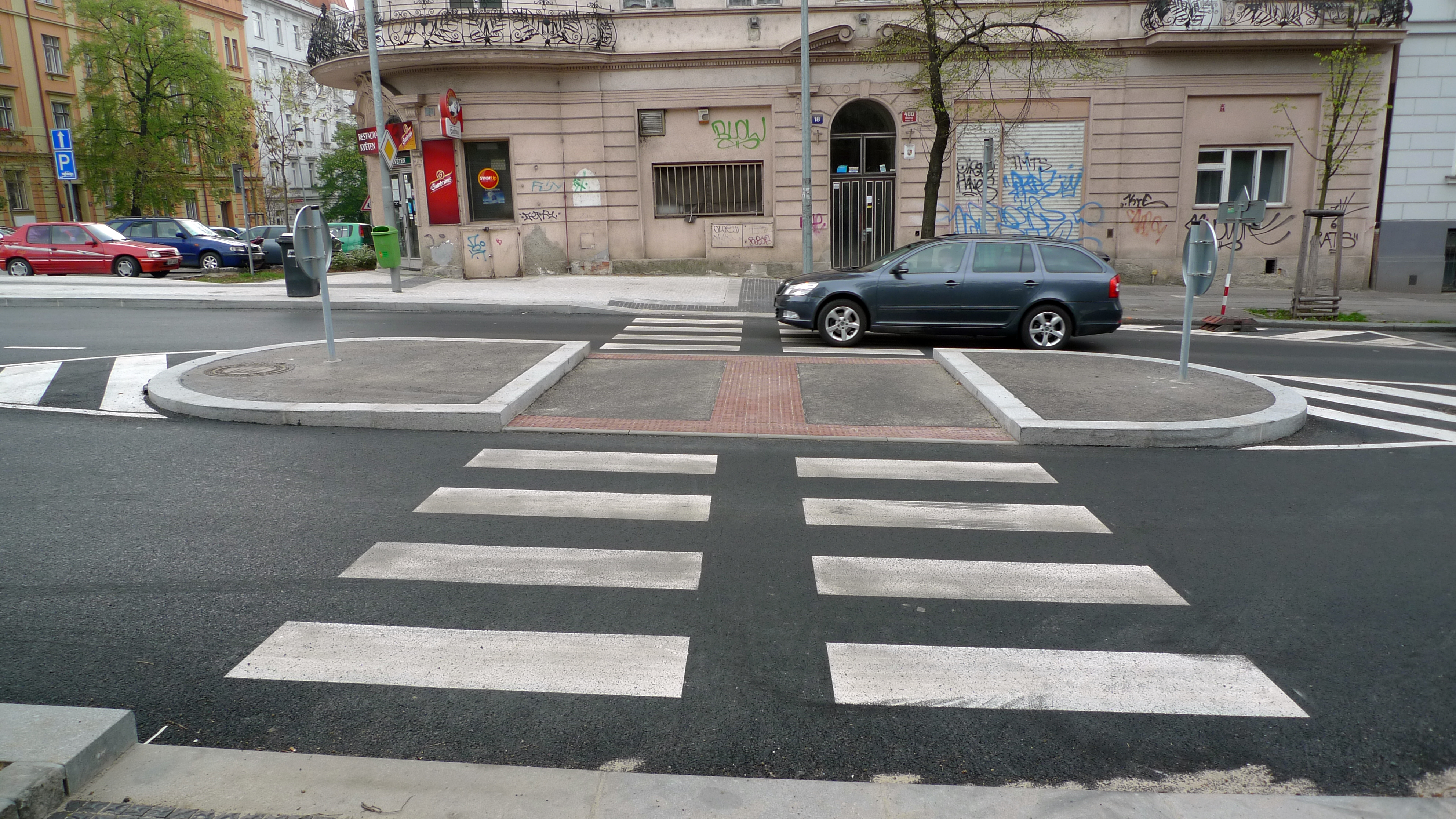
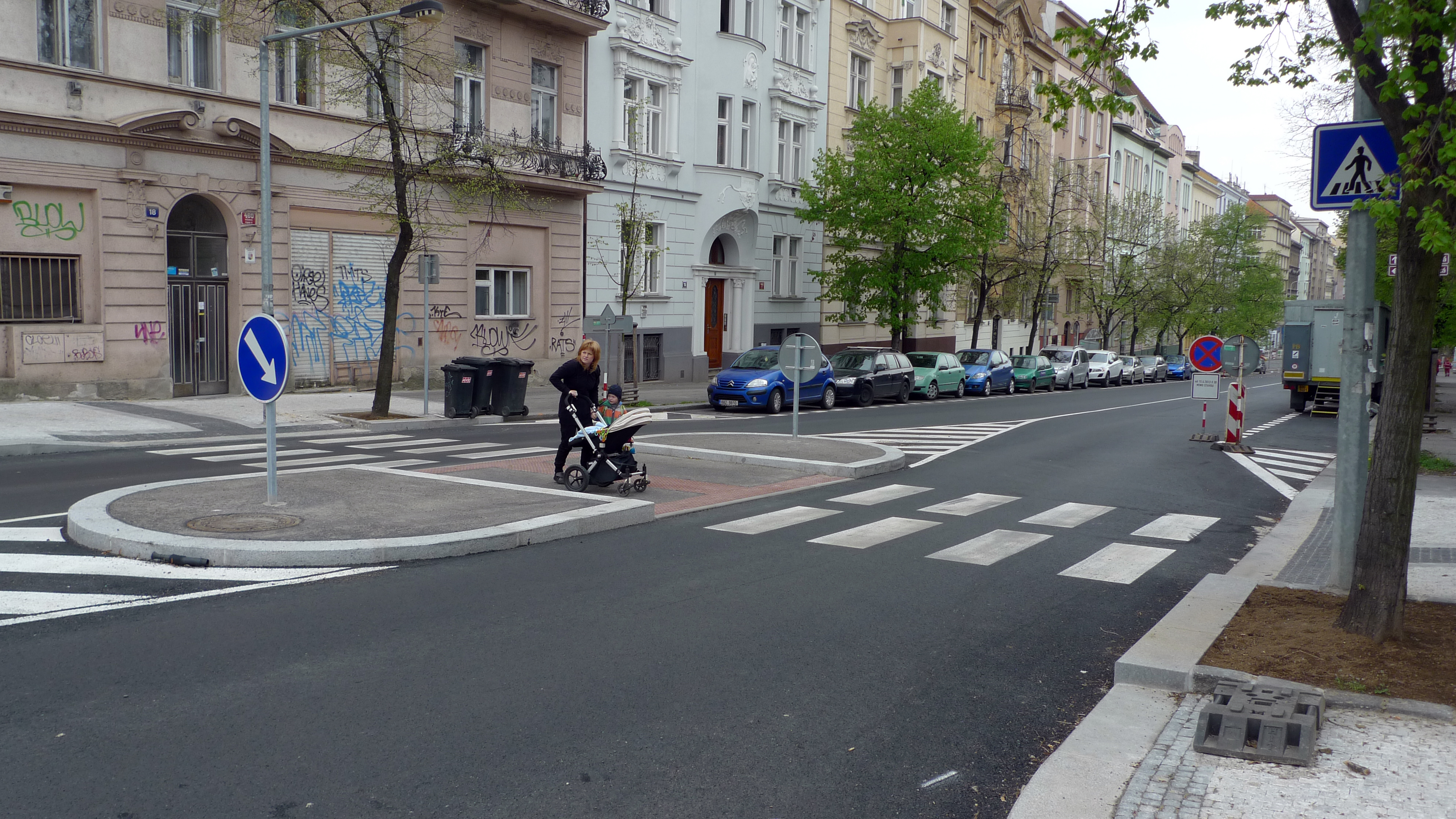
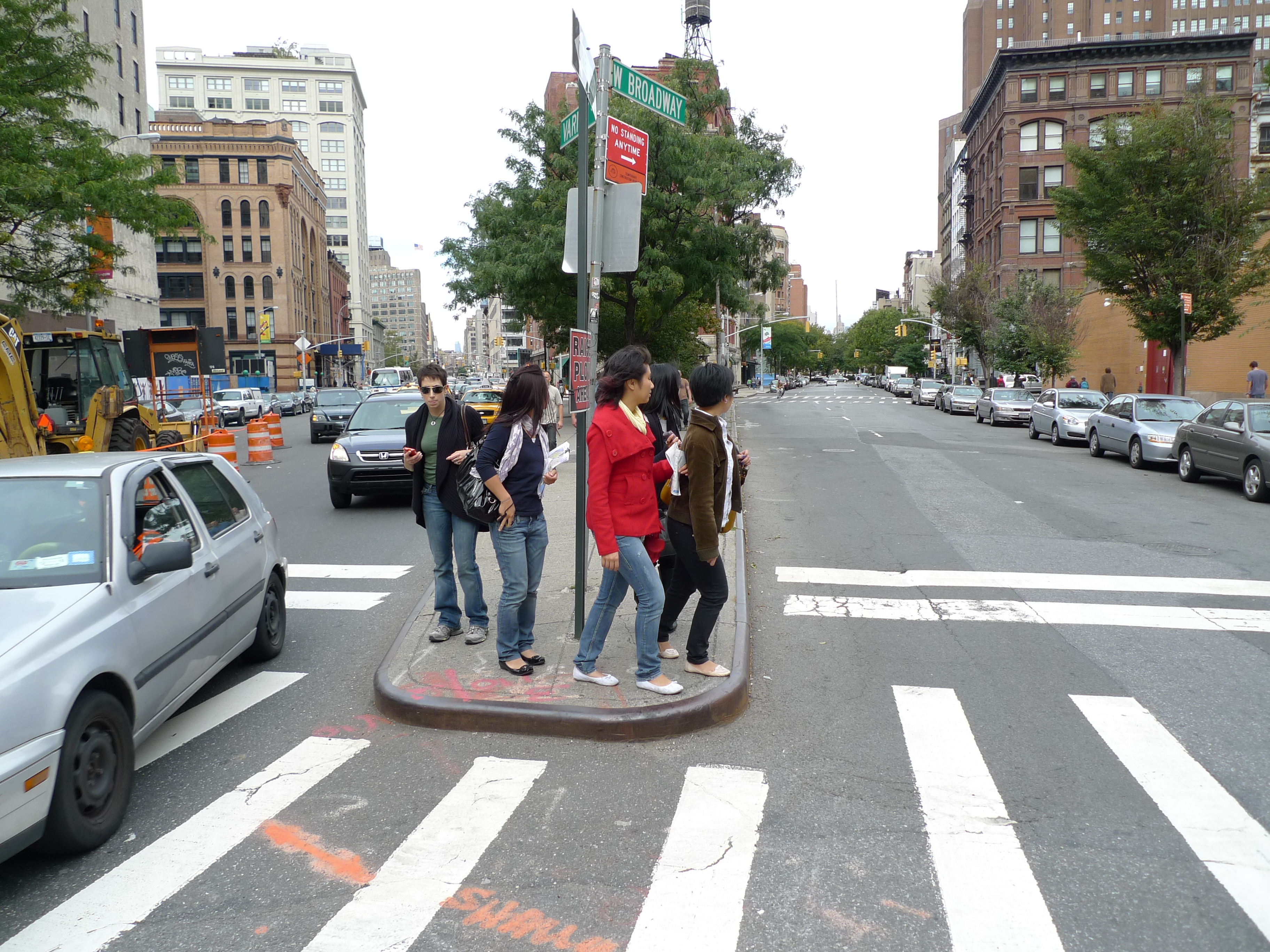
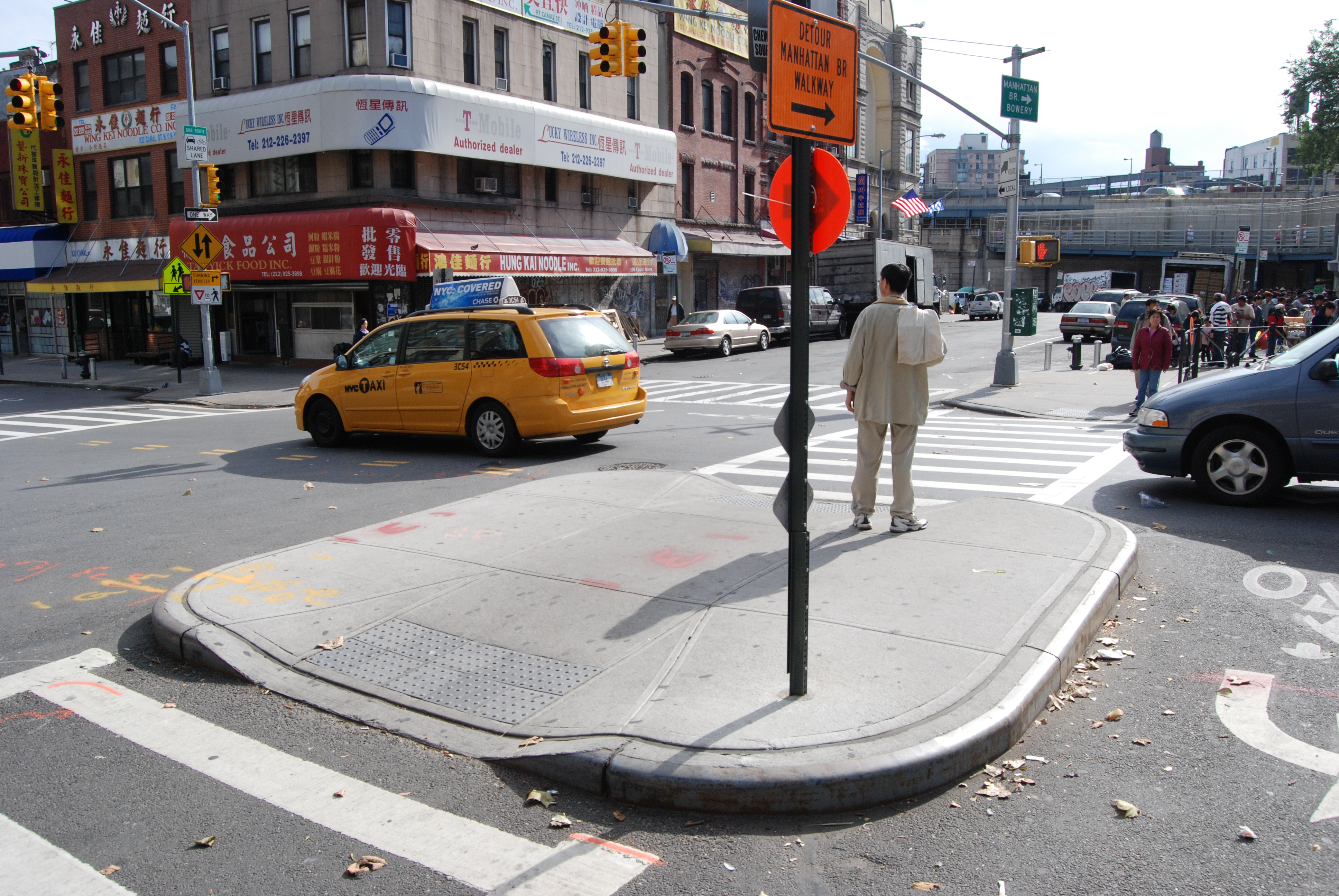
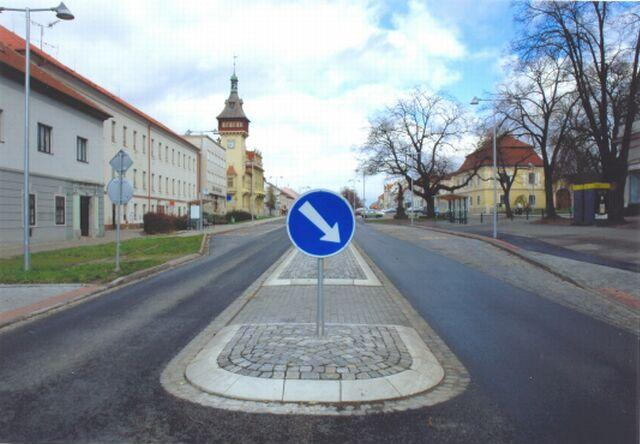
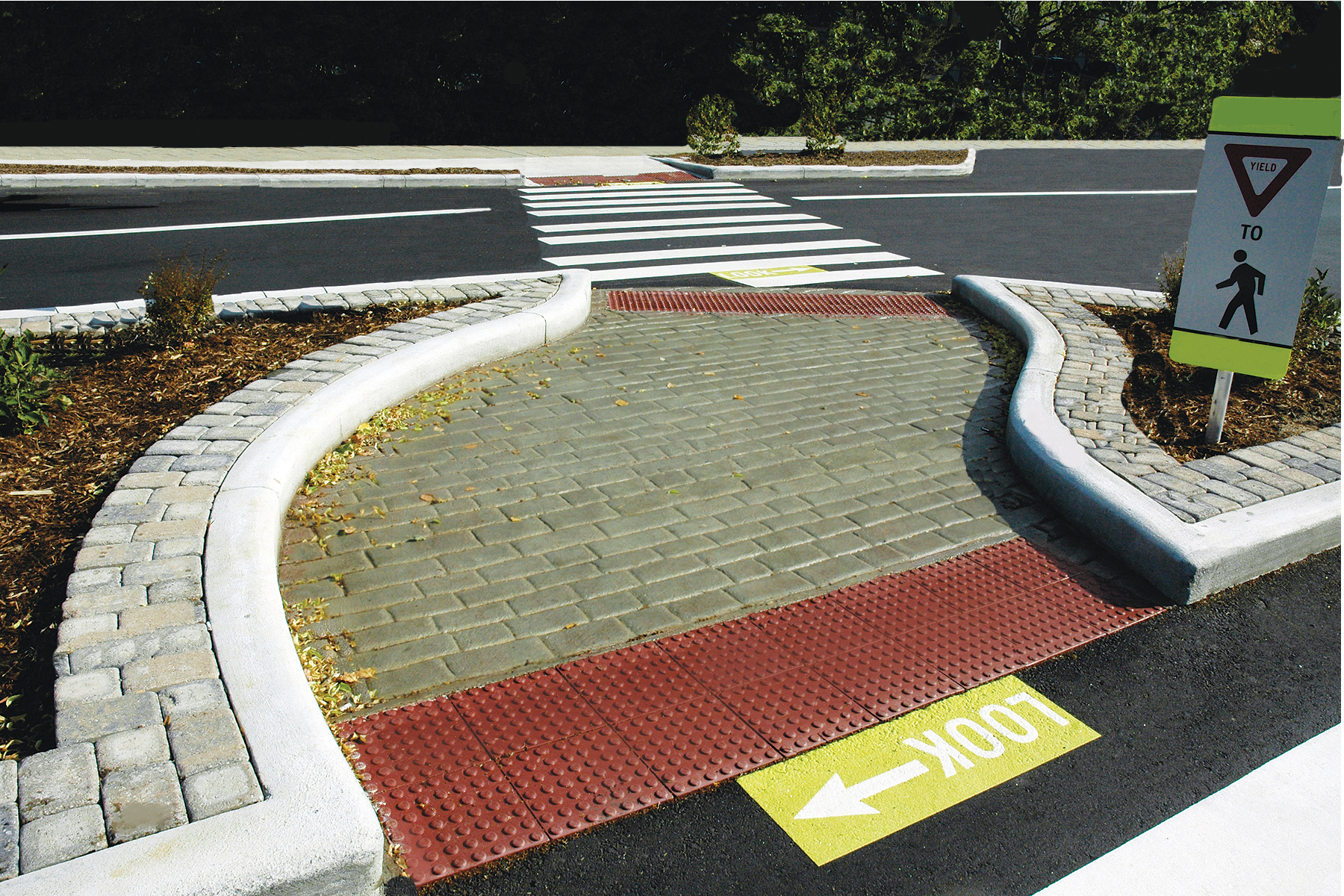

## 導流島
導流島は、道路が平面交差しまたは接続する場所で、交通を整流化し、交通安全を促進するために設けられた交通島である。

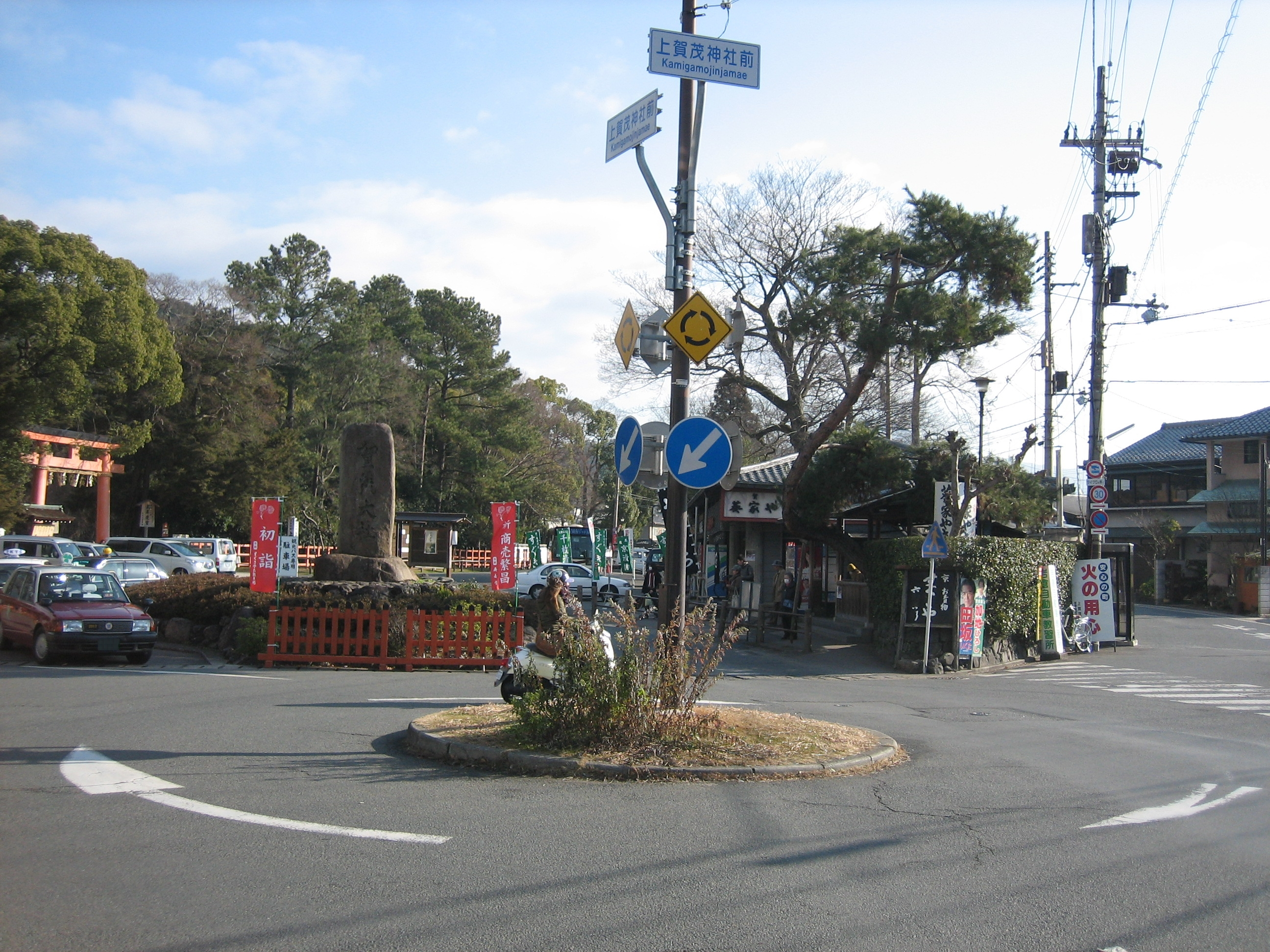
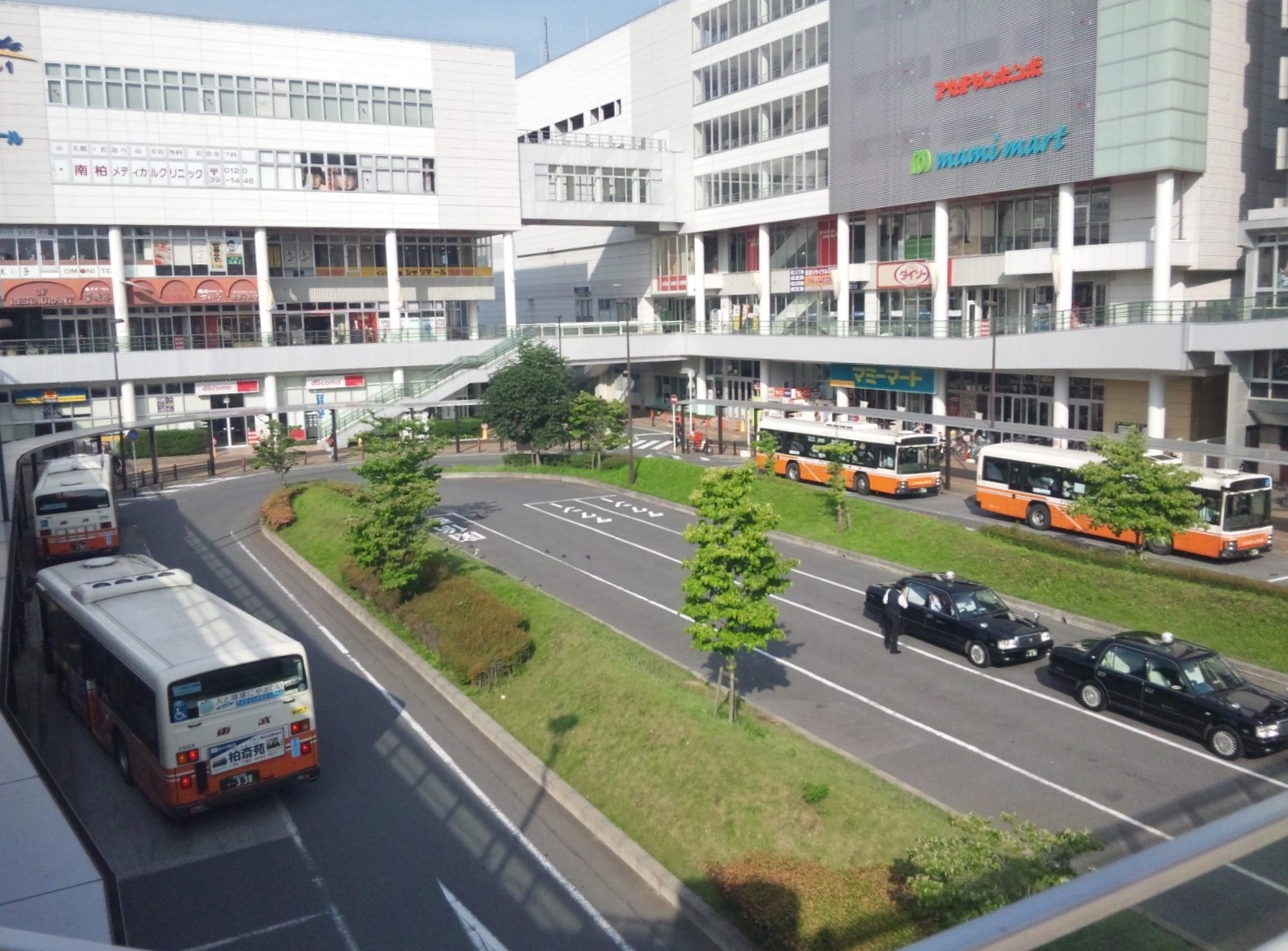
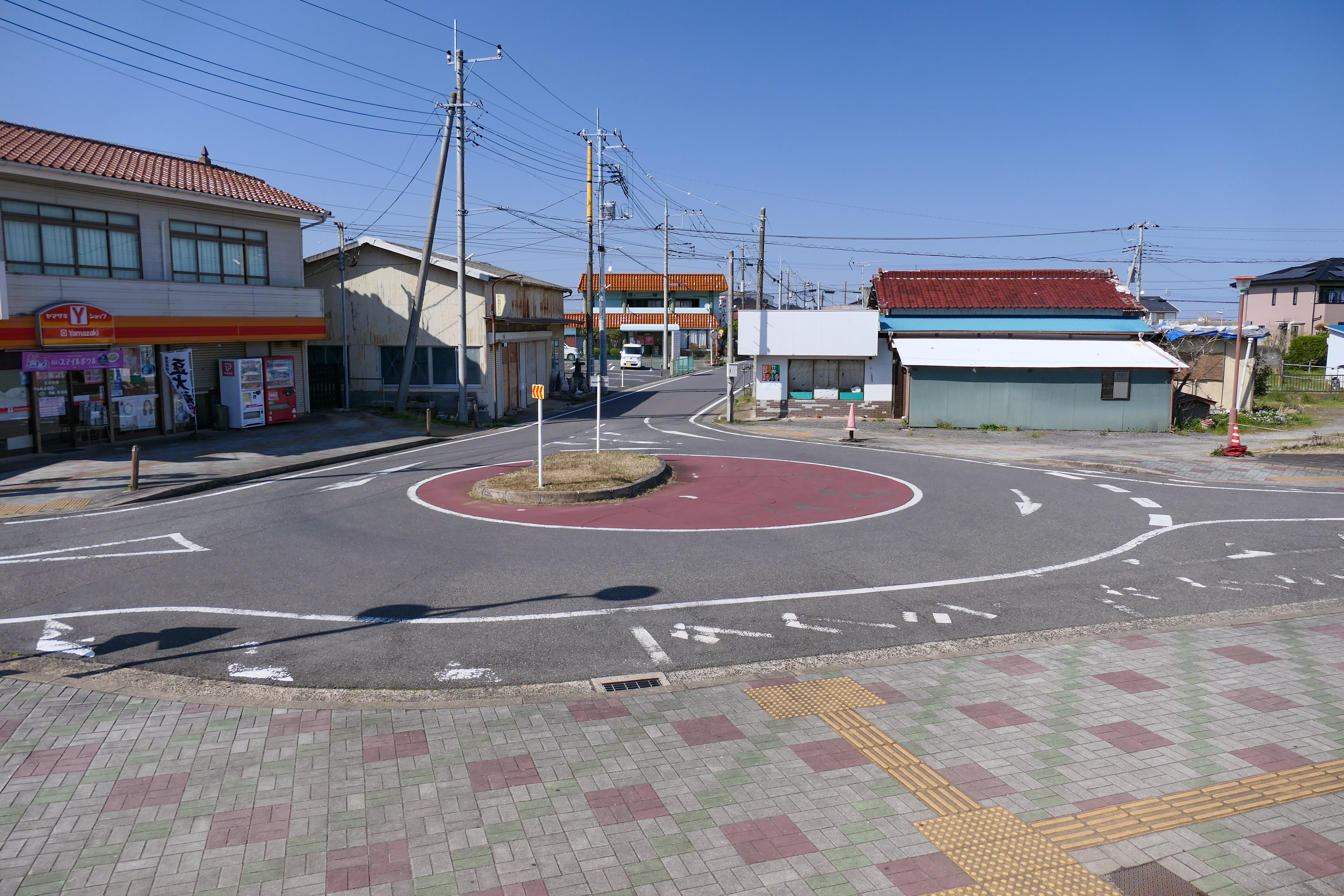
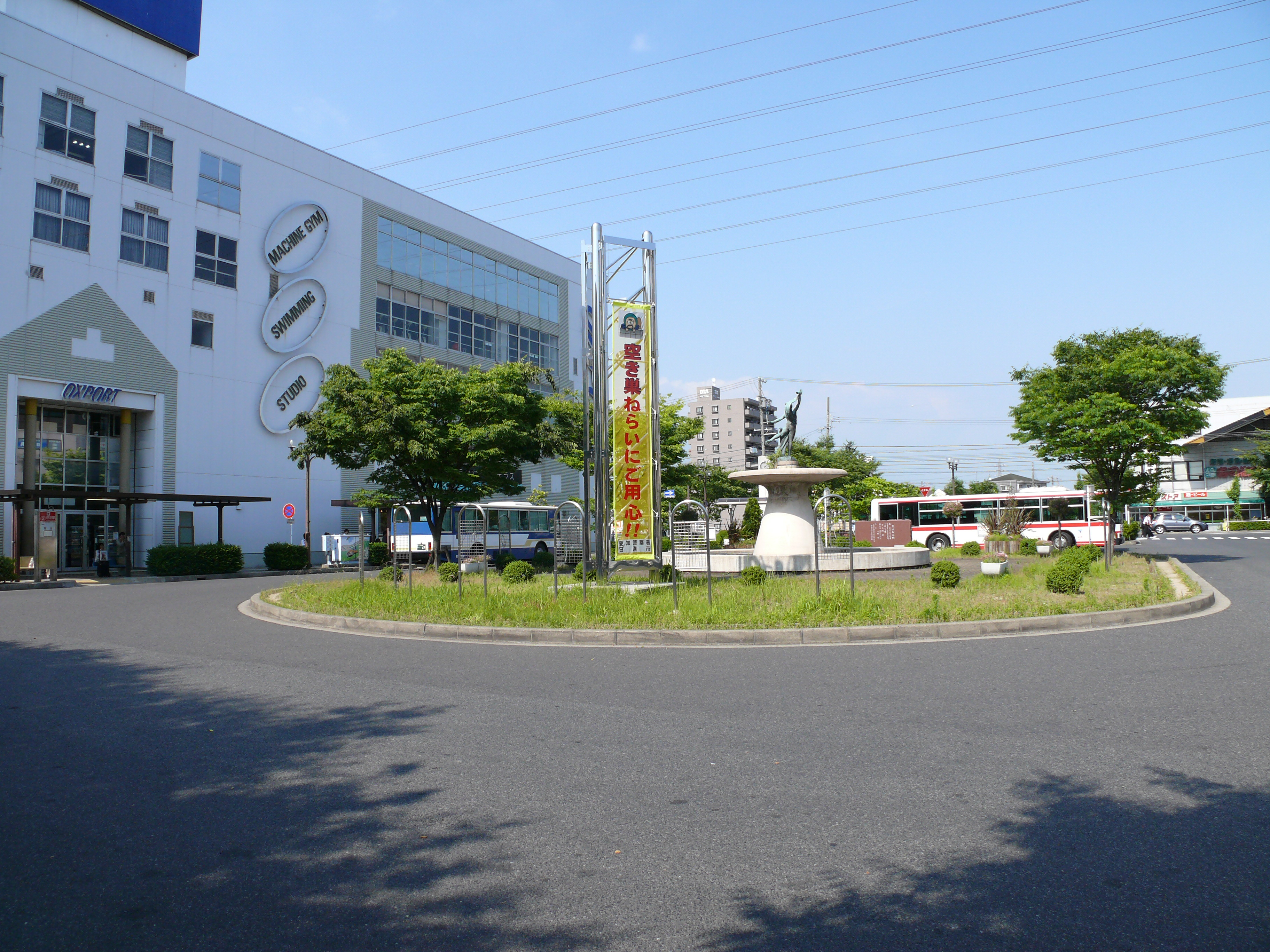
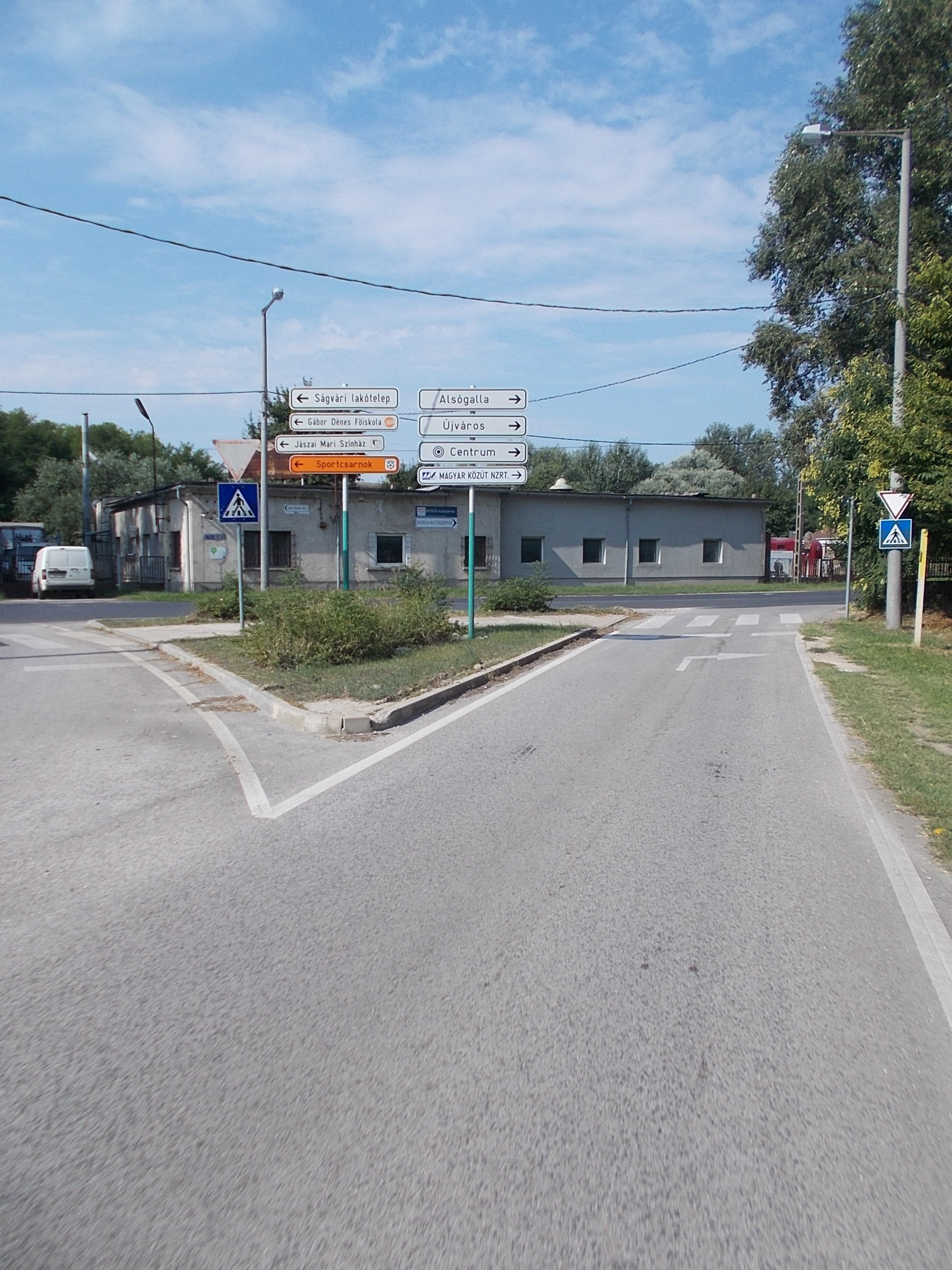
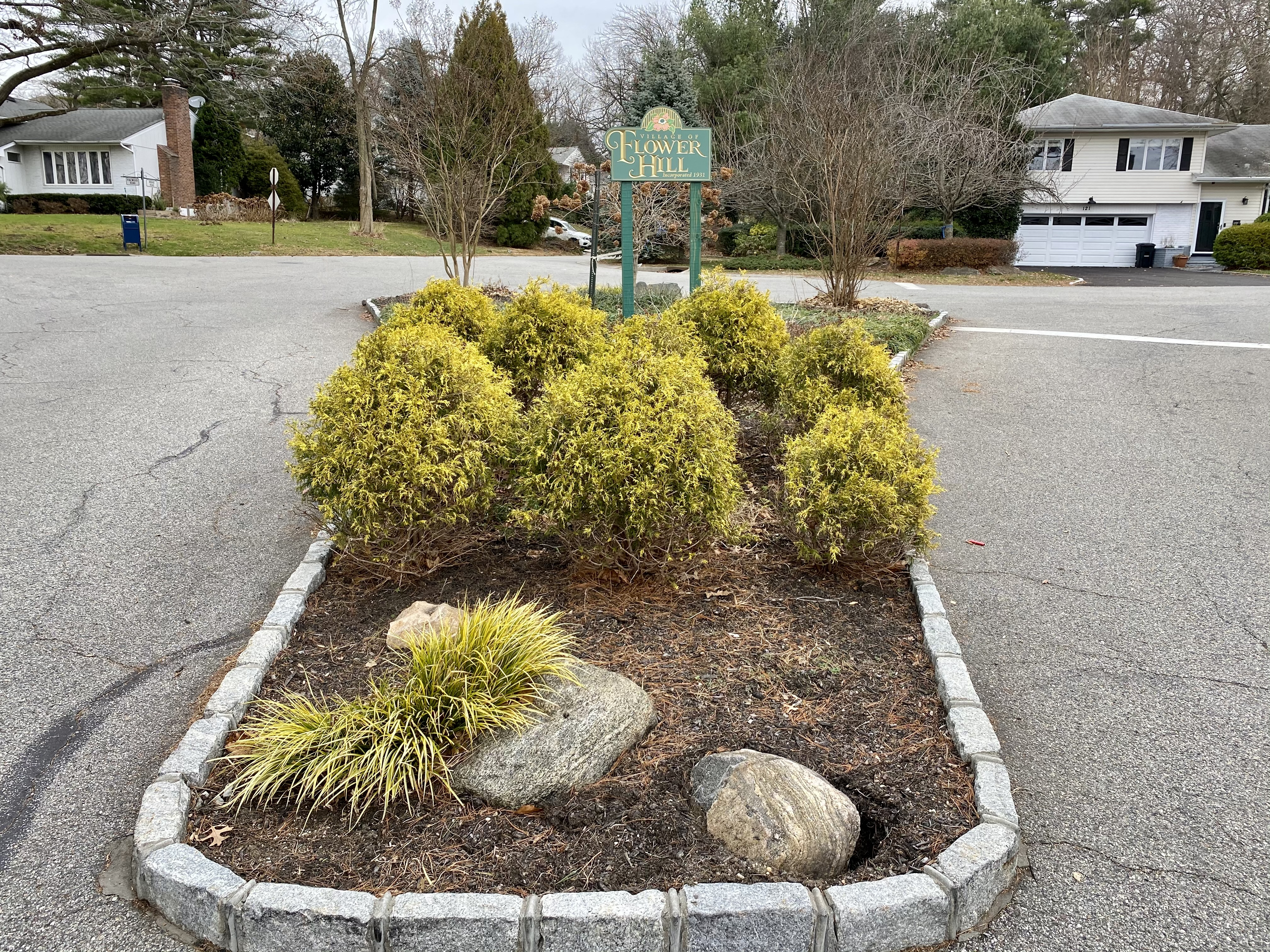

## 歴史
交通島は、1970年の道路構造令改正で規定が追加された。

## 景観
歩行者の横断の用に供されない交通島には、植栽で周囲の景観と調和させる。